# Calenzano
Calenzano ist eine italienische Gemeinde mit 18.086 Einwohnern (Stand 31. Dezember 2023) in der Metropolitanstadt Florenz in der Region Toskana.

## Geografie

Lage von Calenzano in der Metropolitanstadt Florenz

Die Gemeinde liegt etwa 20 km nordwestlich der Provinz- und Regionalhauptstadt Florenz und 10 km von Prato entfernt.
Zu den Ortsteilen gehören Baroncoli, Carraia, Collina, Croci di Calenzano, Il Cornocchio, La Cassiana, La Chiusa, La Fogliaia, Leccio, Legri, Nome di Gesù, Ponte alla Marina, Ponte Nuovo, Pratignone, Querciola, San Bartolo, San Donato, San Pietro in Casaglia, Secciano, Settimello, Sommaia, Spazzavento und Travalle.
Die Nachbargemeinden sind Barberino di Mugello, Campi Bisenzio, Scarperia e San Piero, Sesto Fiorentino und Vaglia in der Metropolitanstadt Florenz sowie Prato und Vaiano in der Provinz Prato.

## Sehenswürdigkeiten

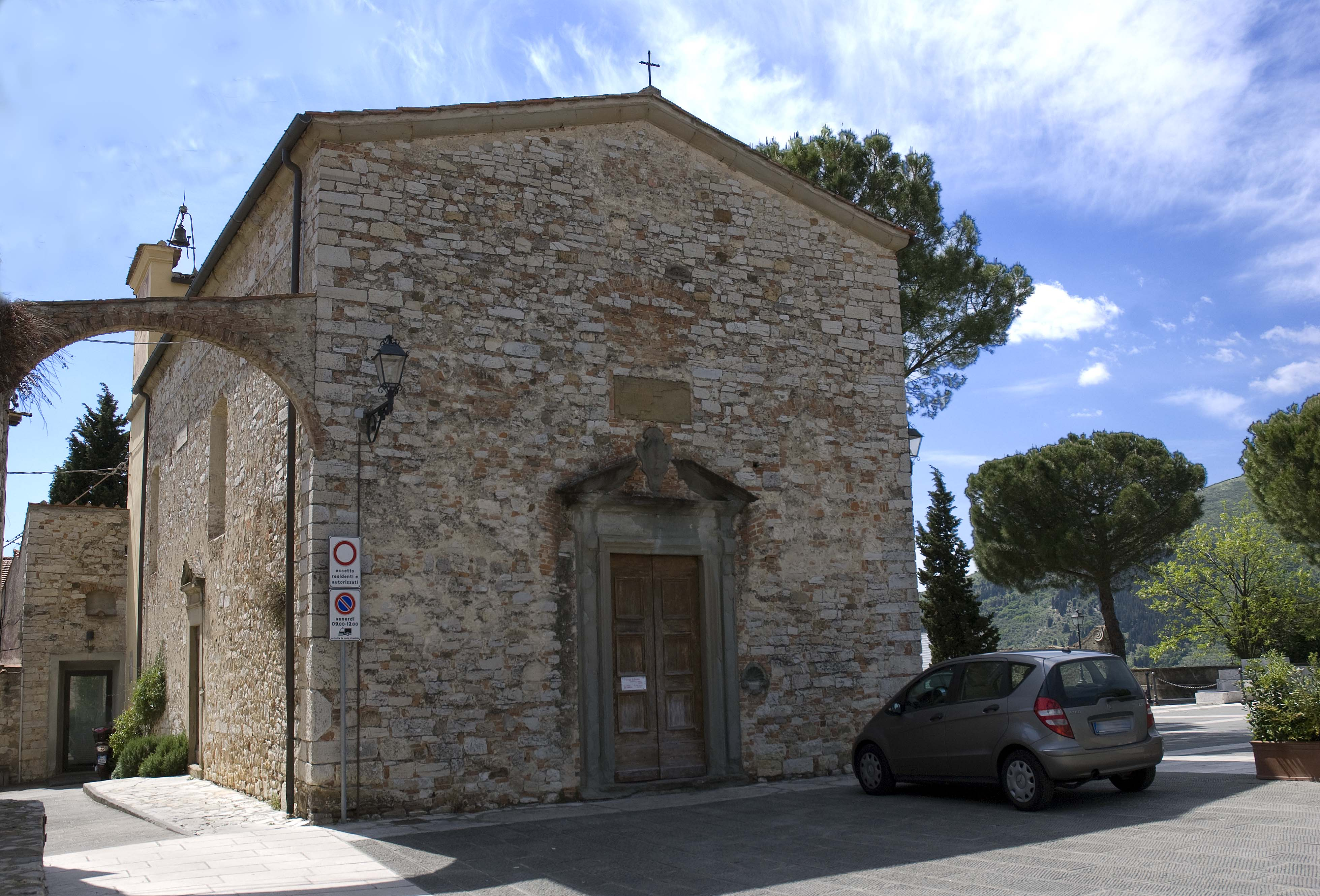
Oratorio della Compagnia del Santissimo Sacramento

- Chiesa di San Niccolò mit dem Oratorio della Compagnia del Santissimo Sacramento, bereits 1260 erwähnte Kirche und Oratorium
- Eremo di Sant'Anna Vecchia, 1217 gegründet, Augustinerorden
- Oratorio di San Pietro, um 1260 gegründetes Oratorium
- Pieve di San Severo, bereits 983 erwähnte Pieve
- Pieve di Santa Maria a Carraia, im Ortsteil Carraia vor dem Jahr 1000 entstandene Pieve

## Verkehr
- Calenzano liegt an der Anschlussstelle Calenzano/Sesto Fiorentino an der Autobahn A1 (Autostrada del Sole).
- Der Ort hat einen Haltepunkt an der Bahnstrecke Bologna–Florenz.

## Persönlichkeiten
- Alfredo Martini (1921–2014), Radrennfahrer und Radsporttrainer, in Calenzano geboren und Ehrenbürger der Gemeinde